# Casa Abadia de Catí
La Casa Abadia de Catí, a la comarca de l'Alt Maestrat, és un edifici catalogat com Bé de Rellevància Local, amb la categoria de Monument d'interès local, amb codiː 12.02. 042-021, per estar inclòs en l'expedient del Conjunt històric artístic de Catí, que és tá catalogat al seu torn com Béns d'Interès Cultural.

## Descripció
Es tracta d'un edifici adossat a l'església Parroquial de l'Assumpció de Maria, en la façana que dona a la plaça de l'Església, on pot observar-se el rellotge de sol situat sobre la imponent porta dovellada de l'entrada principal de l'església. La façana de la casa està construïda en maçoneria, presentant carreus solament en les obertures de la façana, consistents en la porta emmarcada en un arc de mig punt de dovelles regulars, i l'accés a la balconada del pis superior emmarcat amb carreus. L'altra petita finestra desplaça a la dreta de la façana principal no presenta carreus en la seva construcció. També presenta una altra obertura (novament una petita finestra) amb dovelles de pedra en la façana lateral que fa cantonada amb la principal, a la mateixa plaça de l'Església. Tant sobre les dovelles de la porta d'accés a la Casa Abadia, com sota la finestra de la façana lateral existeixen sengles escuts, amb inscripcions a banda i banda, que en el cas de l'escut de dalt de la porta diu: "L'honrat En Pere Durà Rector", i en el cas del de sota la finestra resa: "Rectors pregau a Deu per En Pere Durà Rector".
Ambdós escuts estan catalogats com a Béns d'Interés Cultural.